# Hans Zwiefelhofer
Hans Zwiefelhofer (* 29. April 1932 in Aussig; † 3. Juli 2008 in Unterhaching) war ein deutscher Jesuit und Sozialwissenschaftler.

## Leben
Hans Zwiefelhofer trat 1951 der Ordensgemeinschaft der Jesuiten in Pullach bei. Nach seinem Philosophiestudium an der Hochschule für Philosophie München und Theologiestudium an der Philosophisch-Theologischen Hochschule Sankt Georgen empfing er am 31. Juli 1963 durch Augustin Kardinal Bea die Priesterweihe in München.
Er hielt sich wiederholt zu Studienaufenthalten in Lateinamerika auf und wurde 1967 an der Universität Freiburg promoviert. 1967 wurde er Direktor des Heinrich Pesch Hauses in Ludwigshafen. 1971 wurde er Professor für Sozialwissenschaften, Gesellschafts- und Entwicklungspolitik und Direktor des Instituts für Gesellschaftspolitik an der Hochschule für Philosophie in München; von 1976 bis 1982 war er zudem Rektor der Hochschule.
Er hatte mehrere Ämter im Jesuitenorden inne. Zwiefelhofer war Studienpräfekt der damaligen Oberdeutschen Provinz (1973–1979), Provinzial der damaligen Oberdeutschen Provinz (1984–1987), Regionalassistent der Zentraleuropäischen Assistenz an der Generalskurie in Rom (1987–1995) sowie Sekretär der Gesellschaft Jesu in Rom (1992–2001).